# يوجي أيدي
يوجي أيدي مواليد 21 يناير 1975، هو سائق فورملا 1 ياباني بدأ مسيرته الاحترافية سنة 2006. خاض خلال مسيرته 4 سباقات.

## سباقات شارك فيها
- سوبر فورمولا
- بطولة فورمولا 3 اليابانية

## روابط خارجية
- يوجي أيدي على موقع DriverDB.com (الإنجليزية)